# Mesoleptus ignotus
Mesoleptus ignotus là một loài tò vò trong họ Ichneumonidae.